# Raquetebol nos Jogos Pan-Americanos de 2019 - Individual feminino
A competição do individual feminino foi um dos eventos do raquetebol nos Jogos Pan-Americanos de 2019, em Lima. Foi disputada no cluster da Villa Deportiva Regional del Callao de 2 a 7 de agosto. A mexicana Paola Longoria conquistou o tricampeonato pan-americano, tornando-se a mulher mais condecorada do Raquetebol nos Jogos Pan-Americanos.

## Calendário
Horário local (UTC-5).
| Data        | Horário | Fase                                |
| ----------- | ------- | ----------------------------------- |
| 2 de agosto | 10:00   | Fase de grupos                      |
| 3 de agosto | 10:00   | Fase de grupos                      |
| 4 de agosto | 10:00   | Fase de grupos                      |
| 5 de agosto | 10:00   | Oitavas de final e Quartas de final |
| 6 de agosto | 10:00   | Semifinal                           |
| 7 de agosto | 10:00   | Final                               |

## Medalhistas
| Ouro   | MEX Paola Longoria                     |
| Prata  | ARG Maria Jose Vargas                  |
| Bronze | COL Adriana Riveros ARG Natalia Mendez |

## Fase de grupos
A competição iniciou em uma fase de grupos, com as atletas divididas em sete grupos. As duas primeiras em cada grupo avançaram à fase final. Os grupos foram anunciados no encontro técnico no dia anterior à disputa.

### Grupo A
| Raquetebolista    | J | V | D | SG | SP | PG | PP | Saldo |
| ----------------- | - | - | - | -- | -- | -- | -- | ----- |
| Maria Jose Vargas | 2 | 2 | 0 | 4  | 1  | 68 | 29 | 39    |
| Gabriela Martinez | 2 | 1 | 1 | 3  | 2  | 58 | 50 | 8     |
| Alejandra Jiménez | 2 | 0 | 2 | 0  | 4  | 13 | 60 | -47   |

### Grupo B
| Raquetebolista       | J | V | D | SG | SP | PG | PP | Saldo |
| -------------------- | - | - | - | -- | -- | -- | -- | ----- |
| Paola Longoria       | 2 | 2 | 0 | 4  | 0  | 60 | 13 | 47    |
| Merynanyelly Delgado | 2 | 1 | 1 | 2  | 3  | 37 | 58 | -21   |
| Maria Rodriguez      | 2 | 0 | 2 | 1  | 4  | 36 | 62 | -26   |

### Grupo C
| Raquetebolista  | J | V | D | SG | SP | PG | PP | Saldo |
| --------------- | - | - | - | -- | -- | -- | -- | ----- |
| Natalia Mendez  | 2 | 2 | 0 | 4  | 0  | 60 | 29 | 31    |
| Adriana Riveros | 2 | 1 | 1 | 2  | 2  | 53 | 33 | 20    |
| Lilian Zea      | 2 | 0 | 2 | 0  | 4  | 9  | 60 | -51   |

### Grupo D
| Raquetebolista     | J | V | D | SG | SP | PG | PP | Saldo |
| ------------------ | - | - | - | -- | -- | -- | -- | ----- |
| Rhonda Rajsich     | 2 | 2 | 0 | 4  | 0  | 60 | 26 | 34    |
| Montserrat Mejia   | 2 | 1 | 1 | 2  | 2  | 41 | 47 | -6    |
| Frédérique Lambert | 2 | 0 | 2 | 0  | 4  | 32 | 60 | -28   |

### Grupo E
| Raquetebolista    | J | V | D | SG | SP | PG  | PP | Saldo |
| ----------------- | - | - | - | -- | -- | --- | -- | ----- |
| Valeria Centellas | 3 | 3 | 0 | 6  | 1  | 100 | 47 | 53    |
| Cristina Amaya    | 3 | 2 | 1 | 5  | 2  | 98  | 52 | 48    |
| Maria Regla Viera | 3 | 1 | 2 | 2  | 4  | 43  | 65 | -22   |
| Josefa Parada     | 3 | 0 | 3 | 0  | 6  | 13  | 90 | -77   |

### Grupo F
| Raquetebolista    | J | V | D | SG | SP | PG | PP  | Saldo |
| ----------------- | - | - | - | -- | -- | -- | --- | ----- |
| Maria Paz Muñoz   | 3 | 3 | 0 | 6  | 0  | 90 | 49  | 41    |
| Kelani Lawrence   | 3 | 2 | 1 | 4  | 2  | 71 | 58  | 13    |
| Maricruz Ortiz    | 3 | 1 | 2 | 2  | 5  | 83 | 91  | -8    |
| Jennifer Saunders | 3 | 0 | 3 | 1  | 6  | 54 | 100 | -46   |

### Grupo G
| Raquetebolista   | J | V | D | SG | SP | PG | PP | Saldo |
| ---------------- | - | - | - | -- | -- | -- | -- | ----- |
| Angelica Barrios | 3 | 3 | 0 | 6  | 0  | 90 | 41 | 49    |
| Carla Muñoz      | 3 | 2 | 1 | 4  | 2  | 79 | 49 | 30    |
| Maria Jose Muñoz | 3 | 1 | 2 | 2  | 4  | 43 | 66 | -23   |
| Loraine Felipe   | 3 | 0 | 3 | 0  | 6  | 34 | 90 | -56   |

### Eliminatórias
| Oitavas de final | Oitavas de final           | Oitavas de final | Oitavas de final | Oitavas de final |  |  | Quartas de final | Quartas de final        | Quartas de final | Quartas de final | Quartas de final |  |  | Semifinal | Semifinal               | Semifinal | Semifinal | Semifinal |  |  | Final | Final                   | Final | Final | Final |
|                  |                            |                  |                  |                  |  |  |                  |                         |                  |                  |                  |  |  |           |                         |           |           |           |  |  |       |                         |       |       |       |
|                  |                            |                  |                  |                  |  |  |                  |                         |                  |                  |                  |  |  |           |                         |           |           |           |  |  |       |                         |       |       |       |
|                  |                            |                  |                  |                  |  |  | 1                | Maria Jose Vargas (ARG) | 15               | 15               |                  |  |  |           |                         |           |           |           |  |  |       |                         |       |       |       |
| 8                | Carla Muñoz (CHI)          | 10               | 15               | 7                |  |  | 9                | Kelani Lawrence (USA)   | 9                | 13               |                  |  |  |           |                         |           |           |           |  |  |       |                         |       |       |       |
| 9                | Kelani Lawrence (USA)      | 15               | 11               | 11               |  |  |                  |                         |                  |                  |                  |  |  | 1         | Maria Jose Vargas (ARG) | 15        | 15        |           |  |  |       |                         |       |       |       |
| 5                | Valeria Centellas (BOL)    | 15               | 11               | 8                |  |  |                  |                         |                  |                  |                  |  |  | 12        | Adriana Riveros (COL)   | 8         | 9         |           |  |  |       |                         |       |       |       |
| 12               | Adriana RIveros (COL)      | 6                | 15               | 11               |  |  | 12               | Adriana Riveros (COL)   | 15               | 15               |                  |  |  |           |                         |           |           |           |  |  |       |                         |       |       |       |
| 13               | Merynanyelly Delgado (DOM) | 8                | 14               |                  |  |  | 4                | Rhonda Rajsich (USA)    | 10               | 10               |                  |  |  |           |                         |           |           |           |  |  |       |                         |       |       |       |
| 4                | Rhonda Rajsich (USA)       | 15               | 15               |                  |  |  |                  |                         |                  |                  |                  |  |  |           |                         |           |           |           |  |  | 1     | Maria Jose Vargas (ARG) | 7     | 9     |       |
| 3                | Natalia Mendez (ARG)       | 15               | 12               | 11               |  |  |                  |                         |                  |                  |                  |  |  |           |                         |           |           |           |  |  | 2     | Paola Longoria (MEX)    | 15    | 15    |       |
|                  | Gabriela Martinez (GUA)    | 10               | 15               | 6                |  |  | 3                | Natalia Mendez (ARG)    | 15               | 10               | 11               |  |  |           |                         |           |           |           |  |  |       |                         |       |       |       |
| 11               | Montserrat Meija (MEX)     | 14               | 15               | 5                |  |  | 6                | Maria Paz Muñoz (ECU)   | 5                | 15               | 7                |  |  |           |                         |           |           |           |  |  |       |                         |       |       |       |
| 6                | Maria Paz Muñoz (ECU)      | 15               | 7                | 11               |  |  |                  |                         |                  |                  |                  |  |  | 3         | Natalia Mendez (ARG)    | 10        | 10        |           |  |  |       |                         |       |       |       |
| 7                | Angelica Barrios (BOL)     | 15               | 12               | 11               |  |  |                  |                         |                  |                  |                  |  |  | 2         | Paola Longoria (MEX)    | 15        | 15        |           |  |  |       |                         |       |       |       |
| 10               | Cristina Amaya (COL)       | 11               | 15               | 10               |  |  | 7                | Angelica Barrios (BOL)  | 6                | 4                |                  |  |  |           |                         |           |           |           |  |  |       |                         |       |       |       |
|                  |                            |                  |                  |                  |  |  | 2                | Paola Longoria (MEX)    | 15               | 15               |                  |  |  |           |                         |           |           |           |  |  |       |                         |       |       |       |
|                  |                            |                  |                  |                  |  |  |                  |                         |                  |                  |                  |  |  |           |                         |           |           |           |  |  |       |                         |       |       |       |